# Brigitte Macron
Brigitte Marie-Claude Macron (rozená Trogneux, dříve Auzière; * 13. dubna 1953 Amiens) je bývalá francouzská učitelka a manželka Emmanuela Macrona, který je současným prezidentem Francie a spoluknížetem Andorry.

## Život

### Mládí
Brigitte Marie-Claude Trogneux se narodila 13. dubna 1953 ve francouzském Amiens. Je nejmladší ze šesti dětí Simone (rozené Pujol; 1910–1998) a Jeana Trogneuxových (1909–1994), majitelů čokoládovny Trogneux, založené v roce 1872 v Amiens. Byla vychována jako katolička, navštěvovala soukromé lyceum Nejsvětějšího Srdce Ježíšova v Amiens, které vedly jeptišky. V roce 1972 odmaturovala s vyznamenáním. Poté získala magisterský titul.

### První manželství
Dne 22. června 1974 se Briggite Trogneux v Le Touquet-Paris-Plage provdala za bankéře André-Louise Auzièra (1951–2019). André-Louis Auzière se narodil v Éséce v Kamerunu jako syn vysokého státního úředníka Louise Auzièra a Renée Costes. Manželé spolu měli tři děti: Sébastiena (* 1975), Laurence (* 1977) a Tiphaine (* 1984). Manželé se rozešli, když se Brigitte Macron seznámila s Emmanuelem Macronem. Manželství bylo oficiálně rozvedeno 26. ledna 2006. Auzièra popisuje jako mimořádně diskrétního muže. Auzière zemřel 24. prosince 2019 ve věku 69 let.
Je babičkou sedmi vnoučat.

### Druhé manželství
Dne 20. října 2007 se v Le Touquet-Paris-Plage provdala za Emmanuela Macrona.

## Majetek
Macronová vlastní dům v Le Touquet, jenž má hodnotu 1,4 milionu eur.
Vedle domu vlastní také prostory, které pronajímá realitní kanceláři a obchodu. Tento majetek zdědila po svém otci.

## Profesní kariéra
Na počátku 80. let Macronová pracovala dva roky u obchodní komory Nord-Pas-de-Calais. V roce 1984 se rodina po přeložení André-Louise Auzièra přestěhovala do Truchtersheimu. V letech 1986–1991 vyučovala francouzštinu a latinu na soukromé střední škole Lucie Berger ve Štrasburku. V roce 1991 se spolu s rodinou přestěhovala do Amiens, kde vyučovala na soukromém jezuitském lyceu La Providence. V roce 2007 se přestěhovala do Paříže, kde vyučovala na soukromém jezuitském lyceu Saint-Louis-de-Gonzague.
Na lyceu Saint-Louis-de-Gonzague učila syny Bernarda Arnaulta.
V září 2015 odešla do důchodu.

## Politická kariéra
V roce 1989 Macronová (tehdy Auzière) neúspěšně kandidovala do městské rady v Truchtersheimu. Jednalo se o její jedinou kandidaturu.

## Vyznamenání
- Komturka Národního řádu Pobřeží slonoviny (2019)[33]
- Rytířka velkokříže Řádu zásluh o Italskou republiku (2021)[34]